# Azerbaïdjan aux Jeux olympiques de la jeunesse d'été de 2010
L'Azerbaïdjan participe aux Jeux olympiques de la jeunesse d'été de 2010 à Singapour. L'équipe est composée de 12 athlètes qui concourent dans 6 sports. C'est la 1re participation du pays aux Jeux olympiques de la jeunesse.

## Médaillés
| Médaille | Nom                | Sport               | Compétition    | Date    |
| -------- | ------------------ | ------------------- | -------------- | ------- |
| Or       | Murad Bazarov      | Lutte gréco-romaine | 42 kg garçons  | 15 août |
| Or       | Elman Mukhtarov    | Lutte gréco-romaine | 50 kg garçons  | 15 août |
| Or       | Patimat Bagomedova | Lutte libre         | 52 kg filles   | 16 août |
| Or       | Nijat Rahimov      | Haltérophilie       | 69 kg garçons  | 17 août |
| Or       | Ali Magomedabirov  | Lutte libre         | 100 kg garçons | 17 août |
| Argent   | Kanan Guliyev      | Lutte libre         | 54 kg garçons  | 17 août |
| Argent   | Salman Alizadeh    | Boxe                | 48 kg garçons  | 25 août |
| Argent   | Elvin Isayev       | Boxe                | 57 kg garçons  | 25 août |